# Valentina Jegorovová
Valentina Michajlovna Jegorovová (rusky Валентина Михайловна Егорова; * 16. února 1964 Izderkino) je bývalá ruská atletka, běžkyně na dlouhé tratě, olympijská vítězka v maratonu z roku 1992.
Při olympijském maratonu žen v Barceloně bylo dusné počasí a vlhko. Na start se 1. srpna 1992 postavilo 46 závodnic. Počáteční tempo nebylo příliš vysoké (10 km 36:27). Jegorovová běžela neustále v čelní skupince závodního pole. Spolu s ní zůstala na špici v posledních kilometrech pouze Japonka Juko Arimoriová. Díky úspěšnému nástupu necelý kilometr před cílem zvítězila o 8 sekund Jegorovová.